# 科里登 (肯塔基州)
科里登（英語：Corydon），是美国肯塔基州的一座城市。面积约为1.3平方公里（0.5平方英里）。根据2010年美国人口普查，该市的人口为720人。